# Fra Kap til Kilimanjaro
Fra Kap til Kilimanjaro er en dokumentarfilm der blev vist på DR1 i 2002. Filmen handler om biologen og journalisten Lars Ørlund, der rejser ca. 17.000 km fra Kap Det Gode Håb i syd ved Cape Town, til Kilimanjaro nord ved grænsen til Kenya. 
Undervejs i udsendelsen besøger han flere forskelige lande, byer og steder som Sydafrika, Botswana, Namibia, Zimbabwe, Zambia, Tanzania, Rwanda og Kenya. 
Samt byer som Cape Town, Kimberley, Windhoek, Bulawayo, Kigali, Nairobi og Mombasa. 
Derudover besøger han flere seværdigheder som Victoria Falls, nogle nationalpark er samt Karen Blixens Farm i byen Karen, som er en forstad til Nairobi. 

## Afsnit
1. Afrika på spidsen
2. Nu gå den vilde jagt
3. Sorte udsigter
4. Nedtur eller fremtid?
5. Afrikas dronning
6. Afrikas baggård
7. Turisme og ulandshjælp
8. Afrika på toppen

## Eksterne Henvisninger
- Fra Kap til Kilimanjaro på Internet Movie Database (engelsk)
- Fra Kap til Kilimanjaro hos TheTVDB (engelsk)